# 盧普斯 (密蘇里州)
盧普斯（英語：Lupus）是位於美國密蘇里州莫尼托縣的城市。

## 人口
根據2020年美國人口普查的數據，盧普斯的面積為0.48平方千米，皆為陸地。當地共有人口28人，而人口密度為每平方千米58人。